# Teilchendetektor

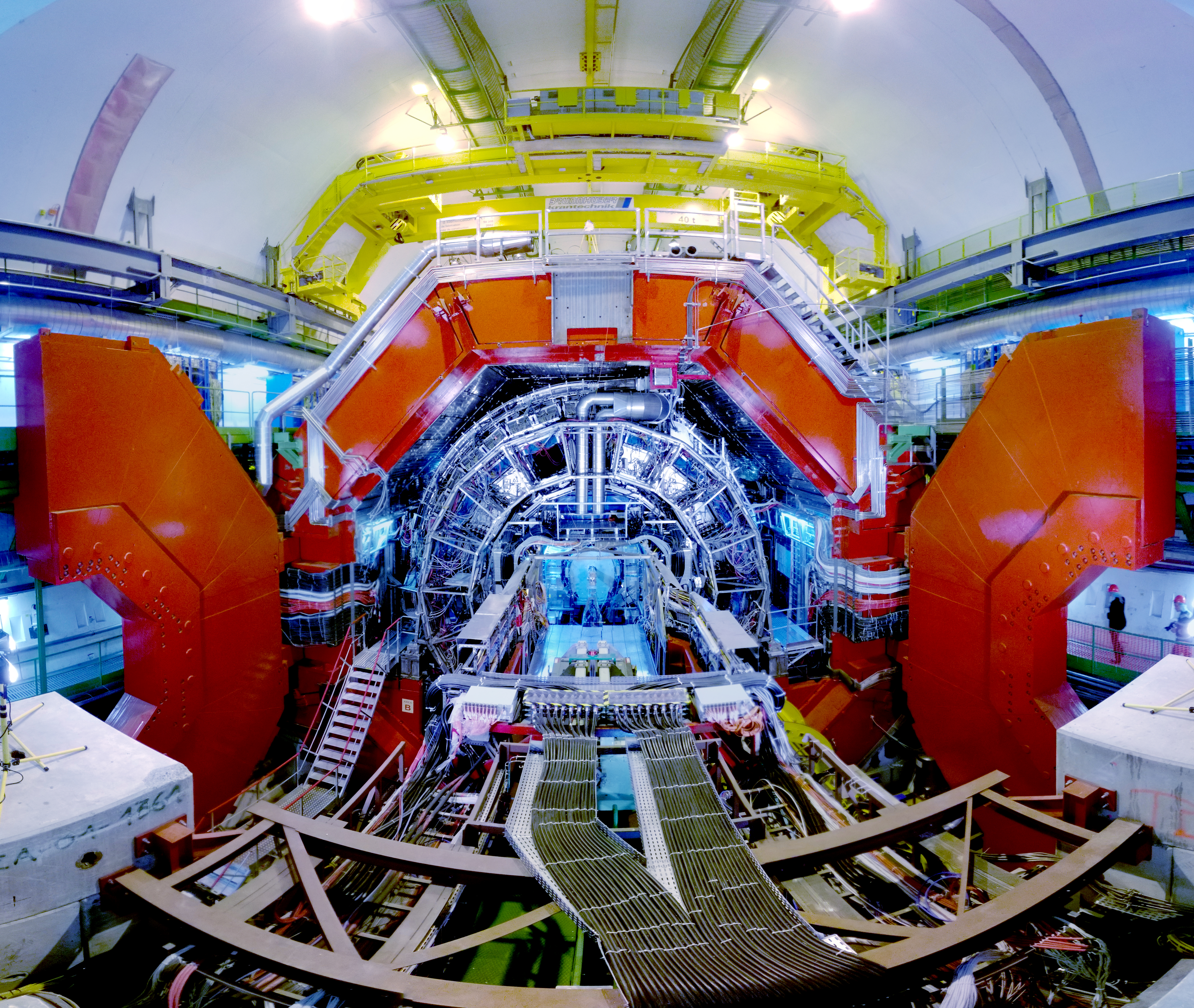
Einer der größten Teilchendetektoren ist Teil des ALICE-Experiments des CERN. Rechts außen im Bild Personen

Ein Teilchendetektor ist ein Bauteil oder Messgerät zum Nachweisen freier, bewegter Moleküle, Atome oder Elementarteilchen. Da mit Teilchendetektoren Teilchen mit sehr verschiedenen Eigenschaften nachgewiesen werden, gibt es viele verschiedene Teilchen- und Strahlungsdetektoren mit verschiedenen Wirkungsprinzipien. Bei den meisten Detektoren werden die auftreffenden Teilchen als einzelne Ereignisse registriert; die mittlere Ereigniszahl pro Zeitspanne heißt dann Zählrate.

## Nachweis über elektromagnetische Wechselwirkung mit Materie

### Gasgefüllte Ionisationsdetektoren

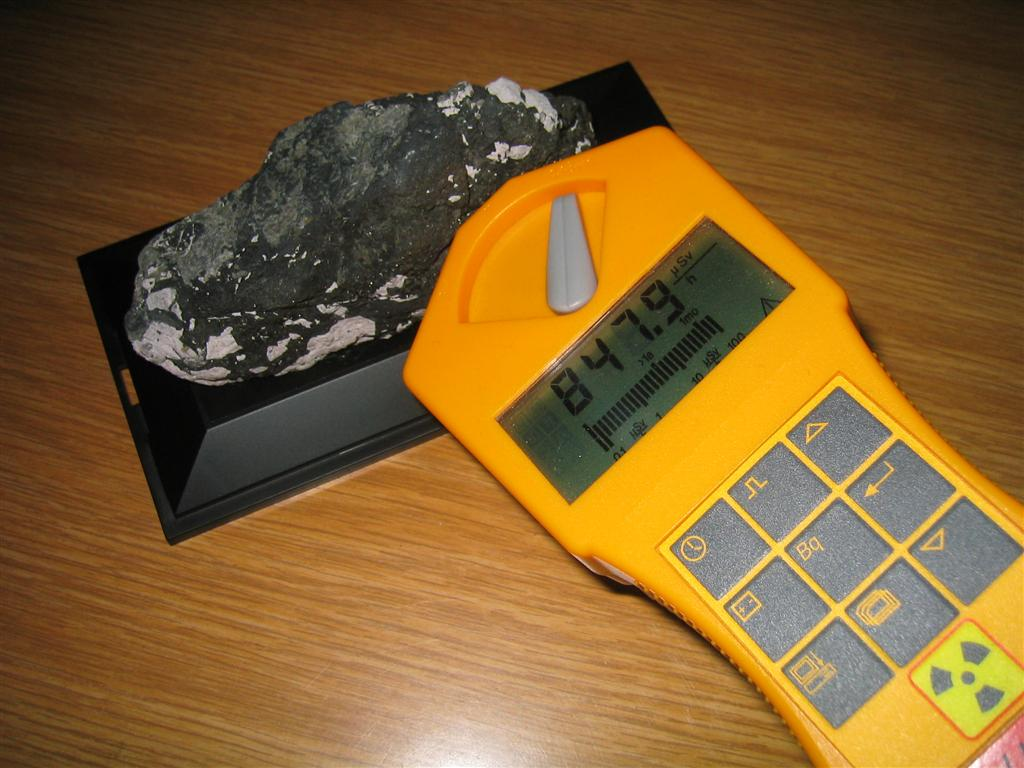
Modernes Dosisleistungsmessgerät. Im Inneren befindet sich ein Geiger-Müller-Zählrohr.

- Ionisationskammer: Hier wird die durch ionisierende Strahlung erzeugte elektrische Ladung entweder als einzelne Stromimpulse oder in manchen Anwendungen als integrierter Strom gemessen.
- Proportionalzähler
- Geiger-Müller-Zählrohr: Zählt einzelne ionisierende Teilchen unabhängig von ihrer Art und Energie. Je nach Aufbau (Eintrittsfenster) und Füllgas für verschiedene Teilchen geeignet
- Funkenzähler (Streamer-Kammer)
- Vieldraht-Proportionalkammer (kurz: Drahtkammer, engl. multi-wire proportional chamber, MWPC)
- Spurendriftkammer (engl. time projection chamber, TPC)
- Widerstandsplattenkammer (engl. resistive plate chamber, RPC)
- Mikrostrukturierte Gasdetektoren (engl. micro-pattern gas detector, MPGD) erreichen durch Verkleinerung der Auslese-Strukturen bessere Ortsauflösungen als „konventionelle“ Gasdetektoren und stellen deshalb ein aktives Forschungsgebiet dar. Darunter fallen:
  - Gas Electron Multiplier (kurz: GEM)
  - MicroMegas (engl. für micromesh gaseous structure)

### Halbleiterdetektoren
In Halbleiterdetektoren erzeugt ionisierende Strahlung ähnlich wie in Ionisationskammern (s. o.) freie elektrische Ladungen. Diese Impulse werden durch entsprechende Schaltkreise (zum Beispiel Transistoren) verstärkt, die direkt mit dem Detektor zusammengebaut sein können.

### Szintillationsdetektoren
Der Szintillationsdetektor ist ein Detektor, der die Eigenschaft verschiedener Materialien ausnutzt, die beim Durchtritt ionisierender Teilchen erzeugte Anregung in Licht umzuwandeln. Das erzeugte Licht ist eine Funktion der vom Teilchen abgegebenen Energie. Der entstehende Lichtblitz wird zum Beispiel mit einer Photozelle mit nachgeschaltetem Sekundärelektronenvervielfacher nachgewiesen.

### Spurdetektoren

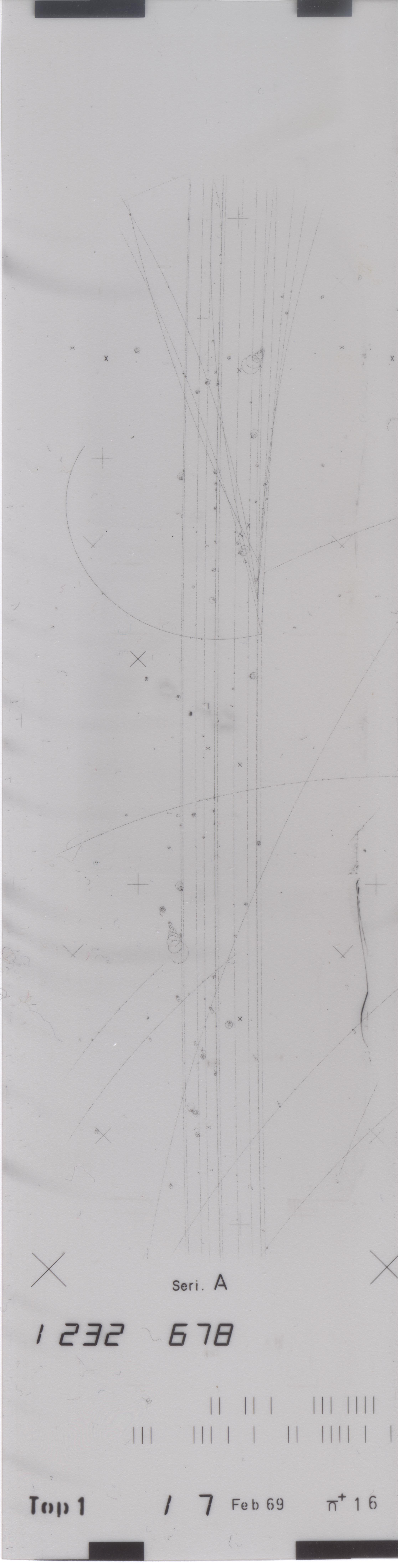
Aufnahme einer Blasenkammer aus den Archiven von CERN

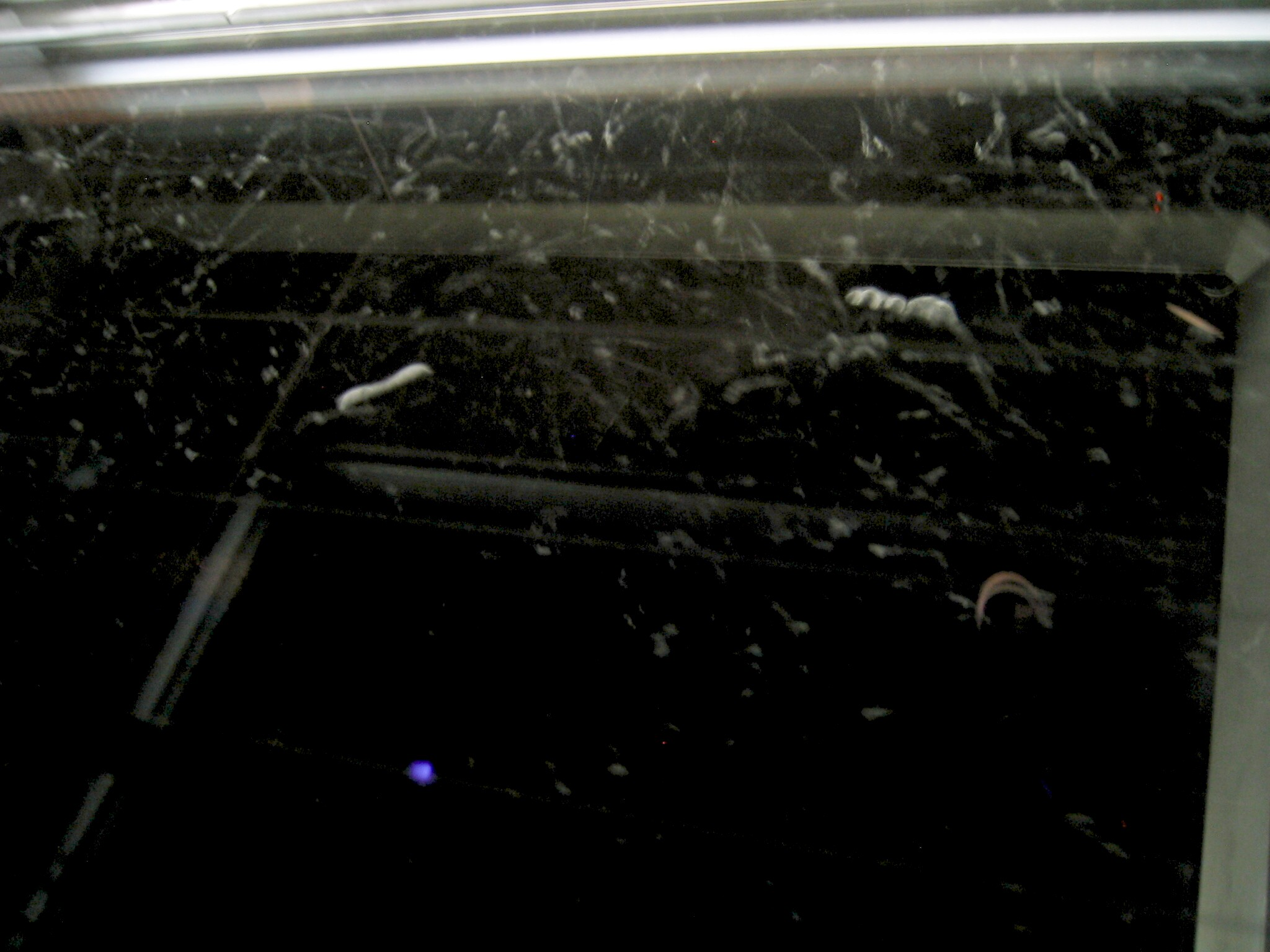
Spuren in einer Nebelkammer

- Blasenkammer
- Diffusionskammer
- Drahtkammer
- Hodoskop
- Funkenkammer
- Nebelkammer
- Straw-Detektor

### Tscherenkow-Detektoren
Ein Tscherenkow-Detektor ist ein Detektor, der den Tscherenkow-Effekt zur Detektion von Teilchen nutzt. Es gibt verschiedene Ausführungen, angefangen von der Messung, ob Licht ausgesendet wird (Schwellendetektor), bis zur Bestimmung von Richtung und Öffnungswinkel des Lichtkegels (zum Beispiel RICH und DIRC).
Tscherenkow-Detektoren können sehr groß sein und eignen sich daher als Neutrinodetektoren.

### Weitere Verfahren
- Übergangsstrahlungsdetektor (engl. Transition Radiation Detector, kurz TRD): Diese Detektoren bestehen üblicherweise aus einem Folienstapel senkrecht zur Richtung des Teilchendurchgangs. Durch den Nachweis von Übergangsstrahlung ist es möglich, die durchlaufenden Teilchen zu identifizieren.
- Teilchendetektoren, die langsame Elektronen oder Ionen nachweisen: Die Teilchen lösen ein oder mehrere Elektronen in einer geeigneten Oberfläche aus, diese werden in einen Sekundärelektronenvervielfacher (beispielsweise Channeltron) vervielfacht und nachgewiesen
- Elektromagnetisches Kalorimeter

## Nachweis von ungeladenen Teilchen
- Neutronendetektoren: 
  - Schnelle Neutronen werden über elastisch angestoßene geladene Teilchen (meist Protonen) nachgewiesen.
  - Langsame und thermische Neutronen werden durch geeignete Kernreaktionen (zum Beispiel mit 10Bor) und Nachweis der dabei entstehenden geladenen Teilchen nachgewiesen.
- Neutrinodetektoren
- Hadronisches Kalorimeter
- Phasenübergangsthermometer

## Detektorteleskop
Als Teleskop wird in der experimentellen Kernphysik eine Anordnung von zwei oder mehr Detektoren bezeichnet, die sich in einem gewissen Abstand hintereinander befinden. Der Name soll nicht auf eine Vergrößerungsfunktion wie bei optischen Teleskopen hinweisen, sondern wurde wegen der äußerlichen Ähnlichkeit mit den hintereinander stehenden Linsen eines Linsenfernrohrs gewählt. Die Detektoren werden in Koinzidenz betrieben, das heißt, ein Teilchen wird nur registriert, wenn es in beiden bzw. allen Detektoren Impulse hervorruft. Dazu muss das Teilchen die Detektoren (bis auf den letzten) durchdringen, seine Reichweite im Detektormaterial muss also größer als die zusammengefasste Dicke dieser Detektoren sein. Soll die Energie des Teilchens gemessen werden, muss der hinterste Detektor aber dick genug sei, um das Teilchen zu stoppen.
Zweck der Teleskopanordnung kann die Richtungsauswahl sein, um beispielsweise nicht interessierende, von der Seite einfallende Teilchen auszuschließen. 
Eine weitere Anwendung ist die Unterscheidung geladener Teilchenarten, etwa Protonen und Alphateilchen, über ihr verschiedenes Bremsvermögen. In einem Teleskop aus zwei Halbleiterdetektoren (früher auch Proportionalzählern) registriert der vordere, dünne Detektor einen Bruchteil {\displaystyle \Delta E} der Teilchenenergie {\displaystyle E}, der hintere, dicke Detektor die restliche Energie {\displaystyle E-\Delta E}. Die Teilchenenergie ergibt sich aus der Summe der beiden Impulshöhen; zugleich gibt das Verhältnis {\displaystyle \Delta E/E} Information über die Teilchenart. 
Auch bei den zusammengesetzten Detektoren der Hochenergiephysik, bei Neutrinoteleskopen usw. haben diese beiden Funktionen der Teleskopanordnung Bedeutung.

## Detektoren in der Hochenergiephysik
In Experimenten der Hochenergiephysik, also der experimentellen Teilchenphysik, ist ein Detektor meist eine Kombination aus vielen Einzeldetektoren gleichen oder verschiedenen Typs. Dies ist sinnvoll und nötig, weil die zu beobachtenden Teilchen lange Reichweiten in Materie haben und weil viele Teilchen aus ein und demselben Stoßvorgang zugleich identifiziert und gemessen werden müssen. Beispiele sind etwa die Detektoren ATLAS, ALICE, Compact Muon Solenoid an der derzeit größten Beschleunigeranlage, dem Large Hadron Collider.